# Classe Mogami (fregata)
La classe Mogami è composta da una serie di fregate lanciamissili multiruolo di cui è prevista la costruzione di 12 unità per la Forza marittima di autodifesa del Giappone.

## Storia
Nel 2015 il bilancio giapponese per la difesa stanziò fondi per la costruzione di un nuovo modello di cacciatorpediniere dotato di uno scafo compatto e capacità multifunzionali. In quello stesso anno il cantiere navale di Mitsubishi Heavy Industries (MHI) presentò il primo modello concettuale (30DD) sviluppato con fondi propri.

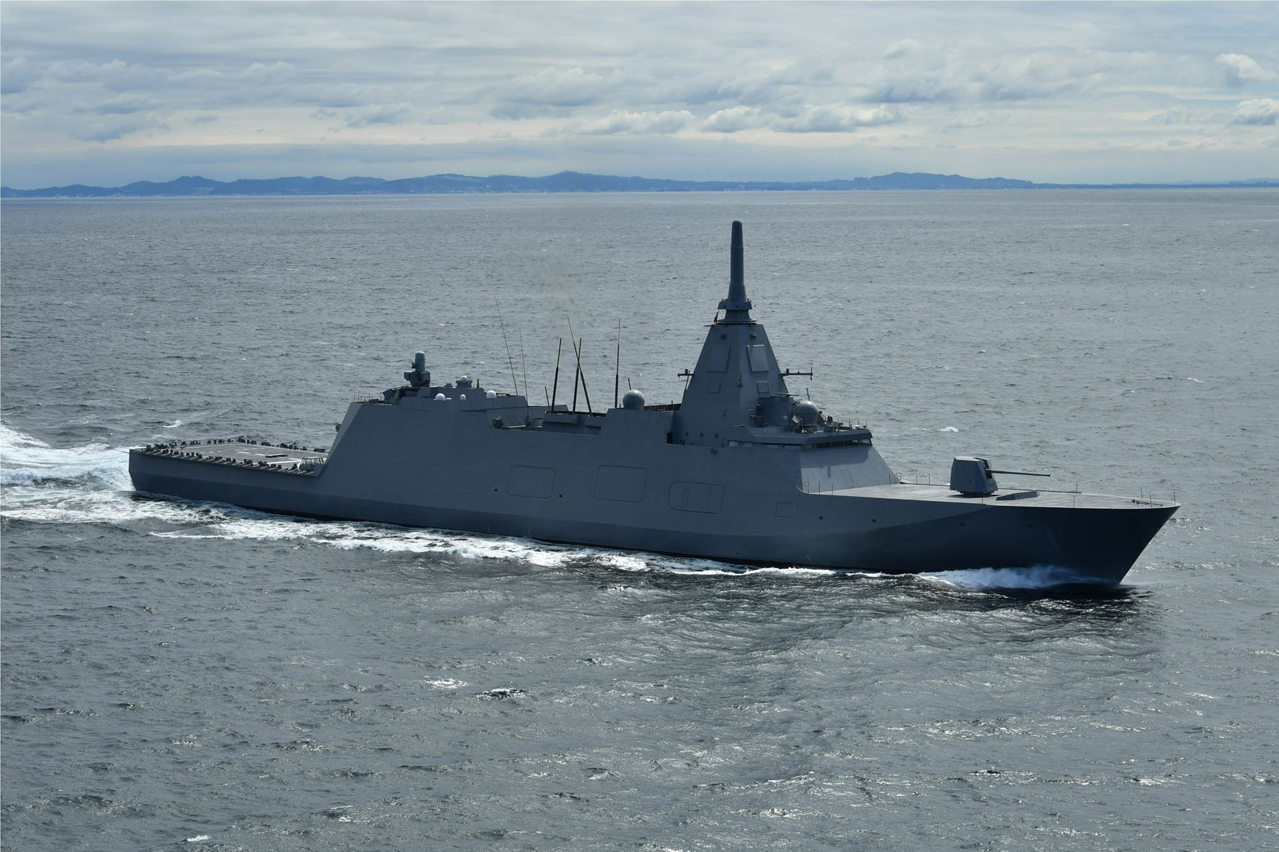
La fregata Mogami unità capoclasse.

Nell'agosto 2017 la Bōei sōbi chō, ovvero l'Acqusition, Technology & Logistics Agency (ATLA), che è una agenzia del Ministero della Difesa giapponese incaricata dello sviluppo degli armamenti, selezionò Mitsubishi Heavy Industries e Mitsui Engineering & Shipbuilding rispettivamente come primo contraente e primo subcontraente per la costruzione del nuovo modello di navi designate come takinō goeikan (nave scorta multiruolo) e divenute note successivamente come 30FFM. Il nuovo modello dovrebbe sostituire le unità delle classi Asagiri e Abukuma nella flotta. Il 3 aprile 2018 la JMSDF decise che le nuove navi sarebbero state designate come fregate e non cacciatorpediniere.

## Descrizione tecnica

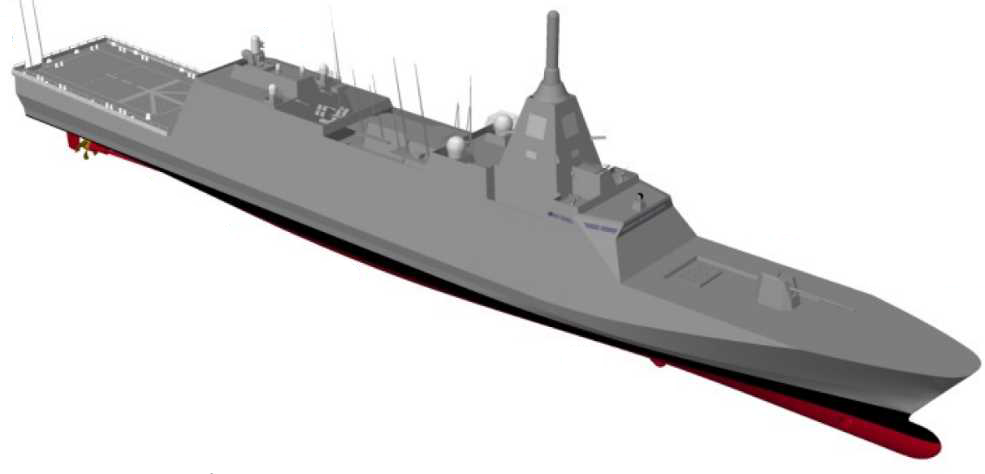
Immagine elaborata al computer di una fregata tipo 30FFM.

Il profilo stealth delle navi è elaborato e spinto al fine di rendere difficoltoso l'ingaggio da parte dei missili antinave a guida radar. Le superfici inclinate giungono sino alla prua con un singolo taglio, e comprendono entrambi i lati della nave e la torre. È installato un albero integrato che contiene i principali dispositivi elettronici, compresi i radar. Il lungo bulbo prodiero ha funzione essenzialmente idrodinamica, mentre il sonar è posizionato sotto la chiglia, al centro della nave. Un portellone posteriore, sito a poppa, permette l'accesso al bacino allagabile in cui possono alloggiare contemporaneamente due gommoni, un USV (Unmanned Surface Vehicle) e un UUV (Unmanned Underwater Vehicle) Mitsubishi OZZ-5 per il rilevamento delle mine.
Le fregate classe Mogami sono lunghe 133 m e larghe 16,3 m, con un dislocamento di 3.900 tonnellate che sale a 5.500 t a pieno carico. Il sistema propulsivo è del tipo CODAG (Combined Diesel And Gas) costituito da una turbina a gas Rolls-Royce MT30 e due motori diesel MAN 12V28/33D STC in grado di erogare una potenza complessiva di 70.000 CV distribuita da due assi alle eliche. La velocità massima raggiungibile e di 30 nodi. L'equipaggio e di 90 persone.

### Armamento
L'armamento è composto da un cannone a doppio scopo BAE Systems Mk 45 Mod 4 da 127/62 mm, cui si aggiungono due mitragliatrici a controllo remoto Browning M2 da 12,7 mm.

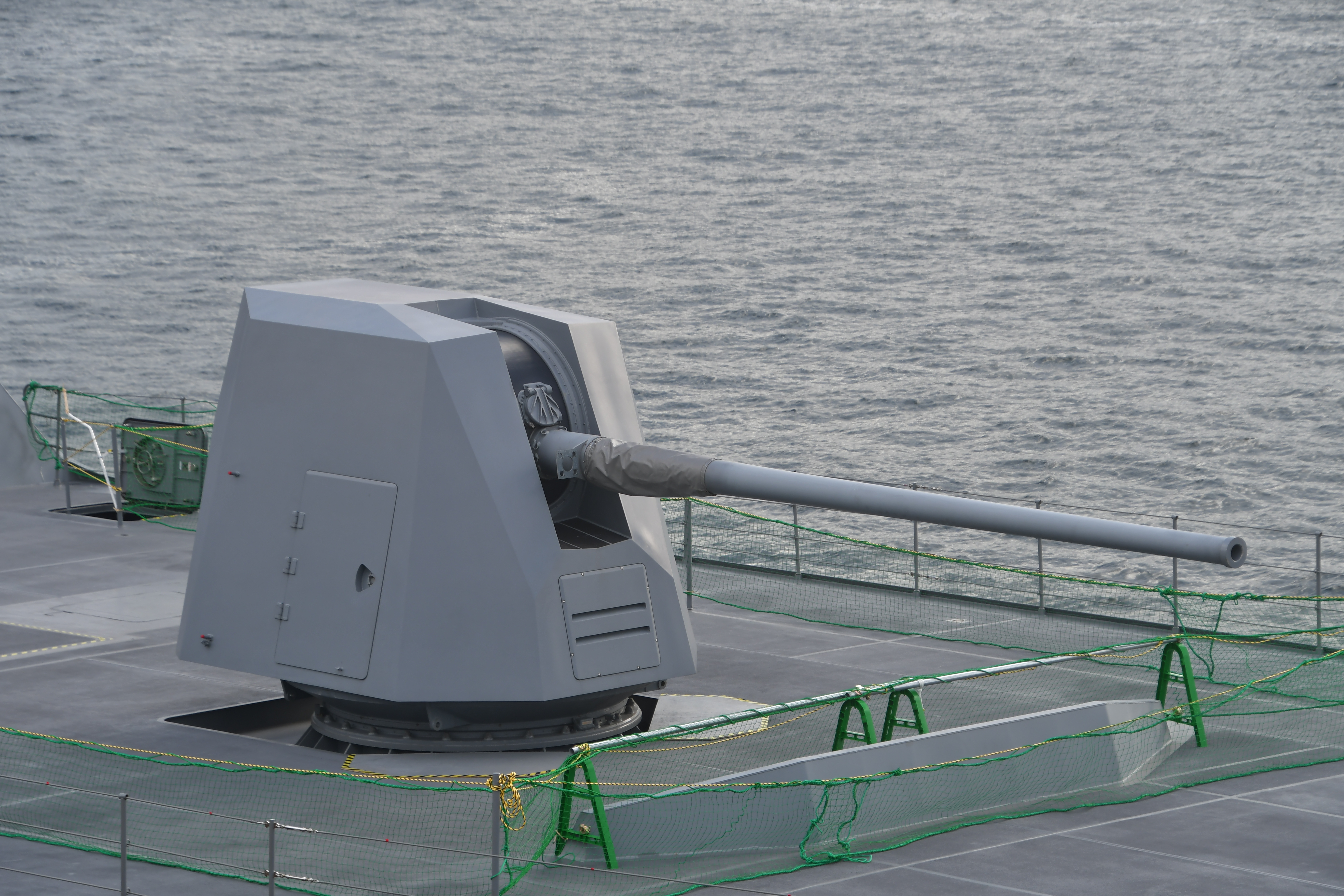
Il cannone a doppio scopo BAE Systems Mk 45 Mod 4 da 127/62 mm montato sulla fregata Kumano.

Per la difesa di punto è disponibile un lanciatore a 11 celle Raytheon RIM-116 SeaRAM associato al radar e al sistema di guida del sistema CIWS Mk.15 Phalanx.

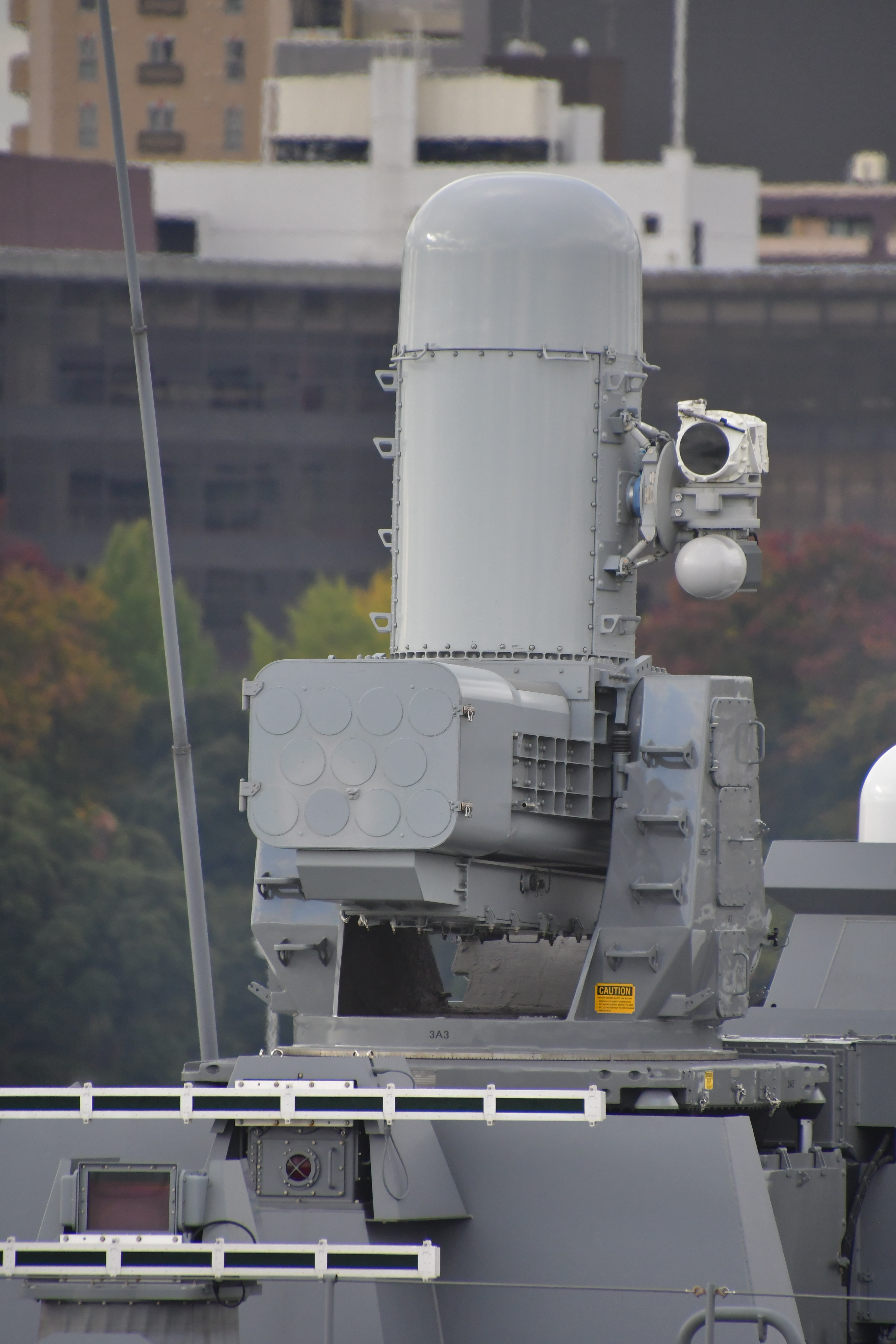
Il lanciatore di missili SeaRAM.

Il sistema di lancio Mk 41 VLS (Vertical Launching System) con 16 celle può contenere i missili superficie-aria Mitsubishi A-SAM con portata di oltre 100 km, capaci di raggiungere un'altitudine massima di 15-20 km, e di abbattere missili cruise supersonici e missili antinave volanti a pelo d'acqua. Tale missile conferisce alle Mogami anche una capacità di difesa contro i missili balistici a medio raggio. La capacità di attacco antinave comprende 2 lanciamissili quadrupli per missili antinave a guida radar attiva Mitsubishi Type 17 (SSM-2) con gittata di circa 400 km. La difesa antisommergibile è fornita dal sistema di lancio verticale Mk 41 che può caricare il missile antisommergibile Type 07 SUM con siluri Type 97 o Type 12 dotati di un sofisticato side-scan sonar. Si aggiungono come arma antisom anche due lanciatori tripli HOS-303 che impiegano i medesimi siluri. Inoltre è disponibile un hangar con relativo ponte di volo per l'impiego di 1 elicottero ASW Mitsubishi SH-60K/L Seahawk che può utilizzare i siluri Type 97 o Type 12 o missili aria-superficie AGM-114M Hellfire.

### Dotazione elettronica
Il CIC (Combat Information Center) ha forma circolare, con la gran parte delle consolle poste in cerchio intorno agli operatori. La gestione dei dati prevede un Combat Management System OYQ-1 associato al sottosistema Consolle Displey System OYX-1-29. Essi sfruttano le tecnologie allo stato dell'arte come la realtà aumentata e quella virtuale.

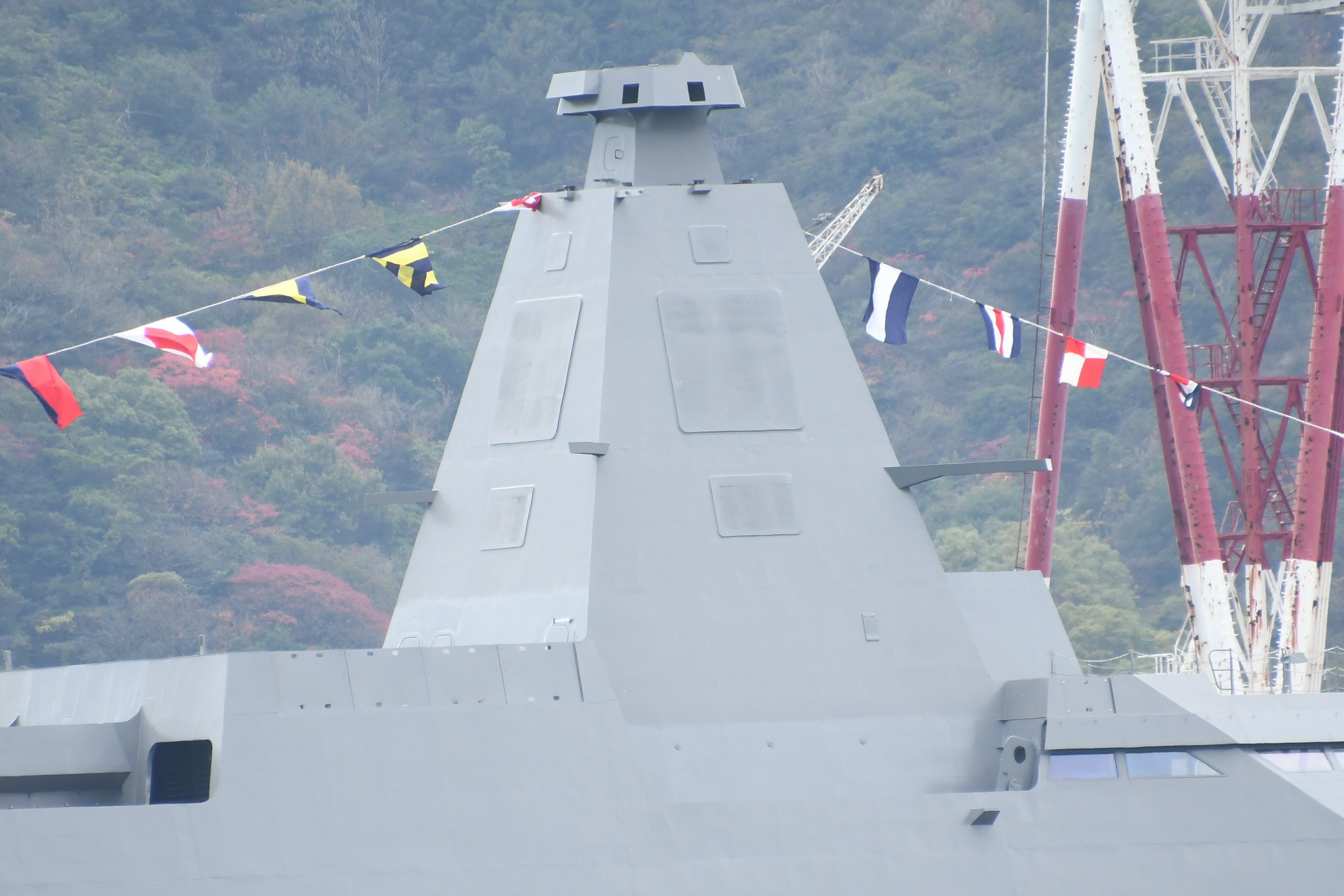
Il mast della fregata Kumano con le antenne planari del sistema radar AESA.

Il radar principale è lo OPY-2, un sistema multifunzione AESA (Active Electronically Scanned Array) operante in banda X, con capacità di tracciare 300 bersagli e di attaccarne contemporaneamente circa 60. Le antenne planari del sistema radar OPY-2 sono quattro, e sono allineate sulle facce poste sul mast integrato nella struttura della nave. Tale radar può essere impiegato sia come sistema ESM (Electronic Support Measures) che come sistema ECM (Electronic Counter Measures). Per la guerra elettronica è disponibile un sistema NOLQ-3E. Per la lotta antisommergibile vi è un sistema OQQ-25 composto da un sonar attivo a profondità variabile (VDS) e un sonar passivo trainato (TAS), mentre per la lotta antimine e presente un sonar di scafo OQQ-11.
Il sensore elettro-ottico OAX-3 EQ/IR fornisce diversi tipi di immagine, tra cui quelle all'infrarosso, ed è utile nelle missioni di pattugliamento. Il sistema di controllo dei danni, sviluppato dalla Mitsubishi, comprende una suite di sensori DSS (Distributed Smart Sensors). Il sistema data link permette collegamenti utilizzando le reti Link 11, Link 16 e Link 22 con router ORQ-2B. I collegamenti satellitari sono consentiti da una antenna NORA-50 installata sul mast.

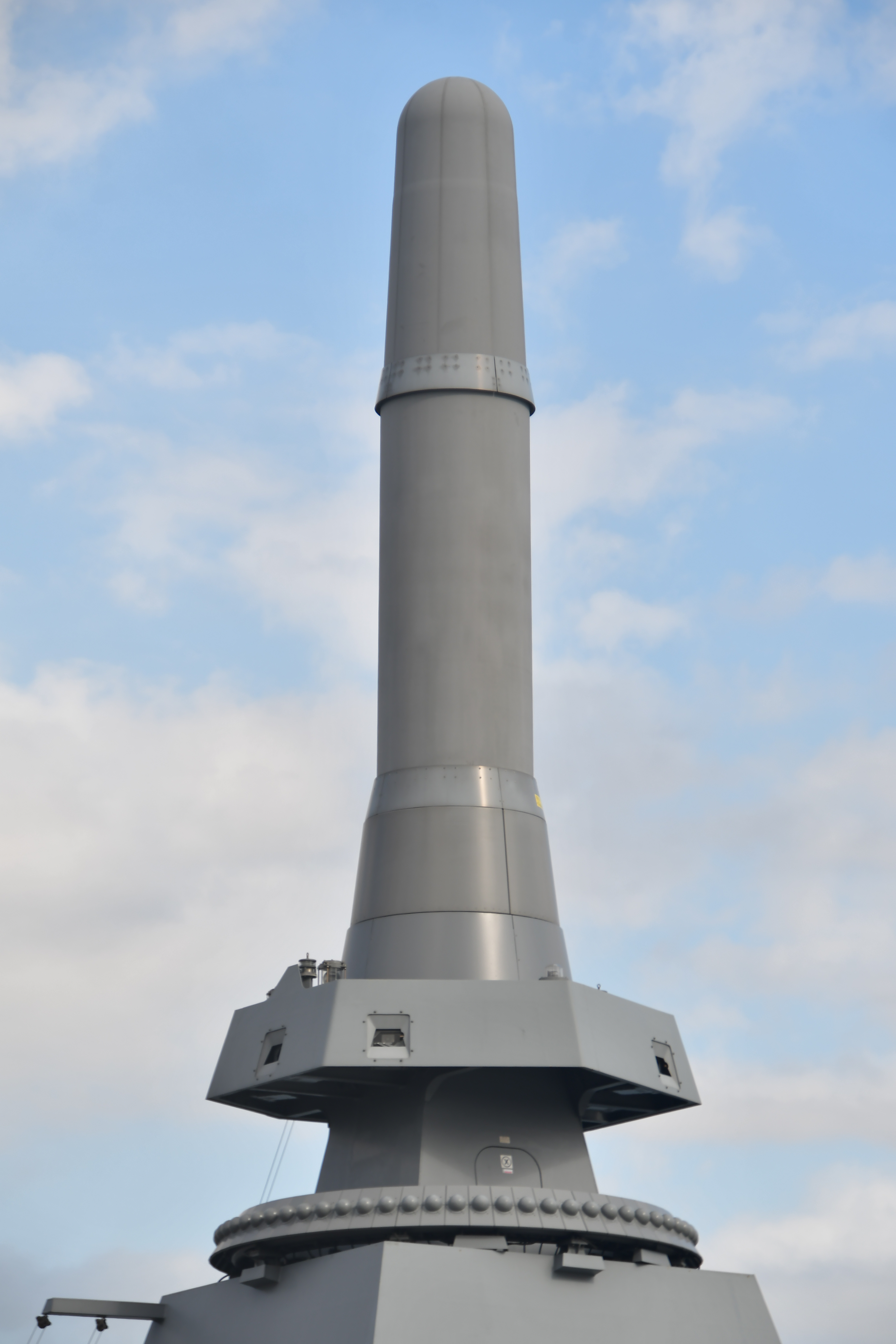
L'antenna NORA-50 UNICORN (United combined radio antenna).

Il sistema J-CEC (Japan Cooperative Engagement Capability) comprende un network di sensori che permettono di coordinare il tiro da piattaforme diverse, al fine di condividere i dati sull'obiettivo da colpire.

## Impiego operativo
La prima unità della classe, designata FFM-1 Mogami, è stata impostata il 29 ottobre 2019 presso il cantiere navale di Mitsubishi Heavy Industries di Nagasaki, e varata il 3 marzo 2021 con molto ritardo a causa di un guasto all'impianto motore. La seconda unità, FFM-2 Kumano, è stata impostata presso il cantiere navale Mitsui Engineering and Shipbuilding di Tamano il 30 ottobre 2019, e varata il 19 novembre 2020. La terza unità, FFM-3 Noshiro, è stata impostata presso il cantiere navale di Mitsubishi Heavy Industries di Nagasaki il 15 luglio 2020 e varata il 21 giugno 2021.

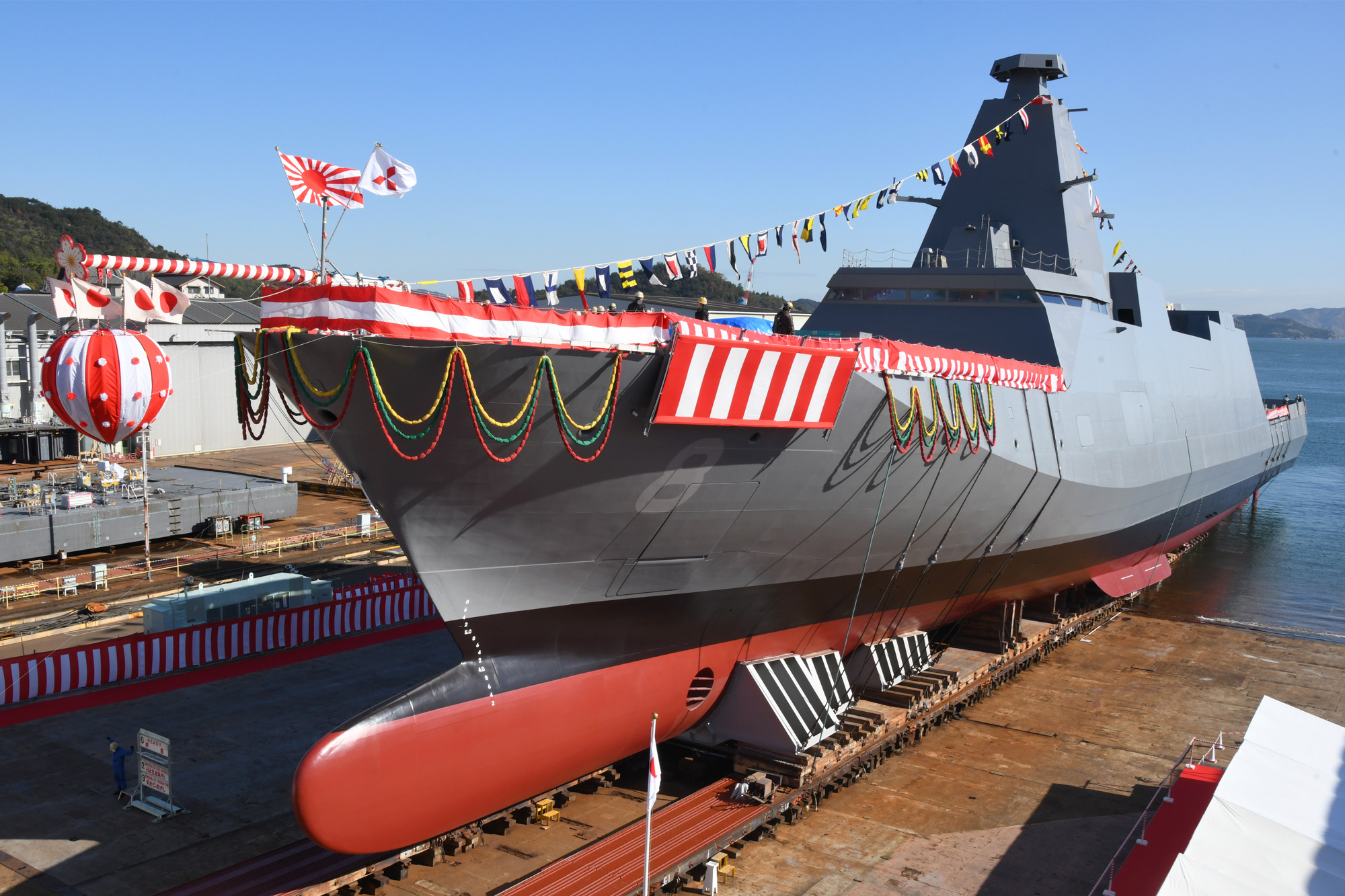
La fregata Yubetsu, ottava unità della classe Mogami, durante la cerimonia del varo.

Interesse per l'acquisizione di unità di questa classe è stato espresso dall'Indonesia, che ha firmato accordi preliminari per un possibile acquisto di 8 navi, e dal Vietnam.

## Unità
| Nome    | Pennant number | Stato           | Cantiere navale                                      | Impostazione    | Varo              | Ingresso in servizio | Radiazione |
| ------- | -------------- | --------------- | ---------------------------------------------------- | --------------- | ----------------- | -------------------- | ---------- |
| Mogami  | FFM-1          | In servizio     | Mitsubishi Heavy Industries, Nagasaki                | 29 ottobre 2019 | 3 marzo 2021      | 28 aprile 2022       |            |
| Kumano  | FFM-2          | In servizio     | Mitsui Engineering & Shipbuilding, Tamano            | 30 ottobre 2019 | 19 novembre 2020  | 22 marzo 2022        |            |
| Noshiro | FFM-3          | In servizio     | Mitsubishi Heavy Industries, Nagasaki                | 15 luglio 2020  | 21 giugno 2021    | 15 dicembre 2022     |            |
| Mikuma  | FFM-4          | In servizio     | Mitsubishi Heavy Industries, Nagasaki                | 15 luglio 2020  | 10 dicembre 2021  | 7 marzo 2023         |            |
| Yahagi  | FFM-5          | In servizio     | Mitsubishi Heavy Industries, Nagasaki                | 24 giugno 2021  | 23 giugno 2022    | 21 maggio 2024       |            |
| Agano   | FFM-6          | In servizio     | Mitsubishi Heavy Industries, Nagasaki                | 24 giugno 2021  | 21 dicembre 2022  | 20 giugno 2024       |            |
| Niyodo  | FFM-7          | In servizio     | Mitsubishi Heavy Industries, Nagasaki                | 30 giugno 2022  | 26 settembre 2023 | 21 maggio 2025       |            |
| Yubetsu | FFM-8          | In servizio     | Mitsubishi Heavy Industries Maritime Systems, Tamano | 30 agosto 2022  | 14 novembre 2023  | 19 giugno 2025       |            |
| Natori  | FFM-9          | In allestimento | Mitsubishi Heavy Industries, Nagasaki                | 6 luglio 2023   | 24 giugno 2024    | Previsto 2025        |            |
| Nagara  | FFM-10         | In allestimento | Mitsubishi Heavy Industries, Nagasaki                | 6 luglio 2023   | 19 dicembre 2024  | Previsto 2026        |            |
| Tatsuta | FFM-11         | In allestimento | Mitsubishi Heavy Industries, Nagasaki                | 3 luglio 2024   | 2 luglio 2025     | Previsto 2026        |            |
|         | FFM-12         |                 | Mitsubishi Heavy Industries, Nagasaki                | 3 luglio 2024   | Previsto 2025     | Previsto 2027        |            |

### Annotazioni
1. ↑  Denominazione che significa Multi-Mission Frigate dell'anno 30 del calendario Heisei (2018).
2. ↑  Si tratta di una versione navalizzata del missile Mitsubishi Type 03 Chu-SAM Kai in servizio nella JGSDF.

### Fonti
1. ↑  Martorella 2021, p. 56.
2. ↑   Cristiano Martorella, Il potenziamento navale giapponese, in Panorama Difesa, n. 434, Firenze, EDAI, novembre 2023,  p. 73.
3. ↑   Defense Programs and Budget of Japan Overview of FY2015 Budget (PDF), su Japan Ministry of Defense, gennaio 2015. URL consultato il 26 ottobre 2018 (archiviato il 4 marzo 2016).
4. ↑   Mitsubishi Heavy Industries Unveiled 30FF or DEX Next Generation Vessel Concept for the JMSDF, su Navy Recognition, 12 giugno 2015. URL consultato il 26 ottobre 2018.
5. 1 2 3 4 5  Martorella 2021, p. 57.
6. 1 2 3 4 5 6 7  Martorella 2021, p. 58.
7. 1 2 3 4 5 6  Martorella 2021, p. 61.
8. 1 2 3  Martorella 2021, p. 62.
9. 1 2  Martorella 2021, p. 63.
10. 1 2 3 4 5  Martorella 2021, p. 59.
11. 1 2 3  Martorella 2021, p. 60.
12. ↑  "IN GIAPPONE VARATA LA YUBETSU OTTAVA FREGATA CLASSE MOGAMI", su aresdifesa.it, 15 novembre 2023, URL consultato il 15 novembre 2023.
13. ↑   Aurelio Giansiracusa, Consegnata alla marina giapponese l'ottava fregata classe mogami, su aresdifesa.it, 20 giugno 2025. URL consultato il 20 giugno 2025.
14. ↑  "JAPAN LAUNCHES NINTH MOGAMI-CLASS FRIGATE", su janes.com, 25 giugno 2024, URL consultato il 28 giugno 2024.